# Ifraim Alija
Ifraim «Gipfel» Alija (* 30. August 1985) ist ein ehemaliger kosovarischer Fussballspieler und heutiger -trainer.

## Karriere
Nach Jugendjahren beim FC Wil wurde er in die erste Mannschaft der Äbtestädter aufgenommen. Sein Debüt feierte er am 8. April 2004, damals noch in der höchsten Liga. Alija spielte in zwei Jahren allerdings nur zwei weitere Male. 2005 wechselte er zur zweiten Mannschaft des FC St. Gallen. Nach zwei Jahren bei den Espen wechselte er zum FC Gossau, der damals in der dritthöchsten Liga spielte. 2007 stieg er mit den Gossauern in die zweithöchste Liga auf. Nach zwei Jahren in der zweithöchsten Liga kam Alija zu seinem Jugendverein in Wil. In Wil war er für zwei Jahre Stammspieler. 2011 wechselte Alija zurück zum FC Gossau, der in der Zwischenzeit wieder in die dritthöchste Liga abgestiegen war. Nach insgesamt fünf Jahren wechselte Alija nach Kreuzlingen. Dort spielte er gut ein halbes Jahr, teilweise als Captain und wechselte für den Rest der Saison zum FC Sirnach, der wie der FC Kreuzlingen in der fünfthöchsten Liga spielte. 2017 wechselte Alija zum FC Uzwil in der fünfthöchsten Liga. Zuletzt war er dort Captain. Im Juli 2022 kündigte der damals 36-Jährige das Ende seiner Aktiv-Karriere an. Im September 2022 kehrte er aber wieder in die Mannschaft zurück. Im Sommer 2023 beendete er seine Karriere definitiv. Seit der Saison 2023/24 ist der Co-Trainer in Uzwil.